# 違例事項法令
《違例事項法令》（英語：Contraventions Act）是加拿大國會制定的一項法規，於1992年10月15日生效。該法令正式的詳題是《關於違反聯邦成文法則的法令》（An Act respecting contraventions of federal enactments）。該法令及其相聯規例（regulation）允許透過告票系統，而不是正式的刑事控告，以檢控違反較次要的聯邦法律的行為。如果聯邦法律中規定的某一項罪行被聯邦政府指定為違例事項（contravention），警員可選擇以告票票控，來替代提出刑事控告。儘管該法令包含一個完整的聯邦告票框架，但大部分法律並未生效。其中生效的部分允許省級告票程序，適用於已與聯邦政府簽署協議的省份。